# Capitals d'Indianapolis
Pour les articles homonymes, voir Capitals.
Les Capitals d'Indianapolis sont une équipe professionnelle de hockey sur glace qui a évolué dans la Ligue américaine de hockey de 1939 à 1952. La franchise était basée à Indianapolis et a remporté deux coupes Calder en 1942 et 1950. Leur patinoire était le Pepsi Coliseum.
Une autre équipe a aussi porté le même nom dans la Ligue centrale de hockey avant d'être déménagée à Cincinnati après seulement neuf matchs disputés.